# ロンブーの田舎が最高
『ロンブーの田舎が最高』（ロンブーのいなかがさいこう）は、毎年9月の第2日曜日にTBS系列局11局で特別番組として放送されていた中部日本放送 (CBC) 製作の旅番組である。

## 概要
CBCは2004年度までスペシャルドラマを9月の特番として放送してきたが、同特番を10月に移し、さらにそれまで日曜日に生放送してきたTBSの『大相撲王座決定戦』（土日2日間、後期には日曜日）を廃止してこの特番を放送するようになった。
放送第2回では広島県を、第3回では京都府と奈良県を訪れた。

## 放送日時
いずれも日本標準時。
- 2005年9月11日（日曜） 14:00 - 15:30
- 2006年9月10日（日曜） 14:00 - 15:30
- 2007年9月9日0（日曜） 14:00 - 15:30

## 出演者

### レギュラー
- 田村淳（ロンドンブーツ1号2号）
- 田村亮（ロンドンブーツ1号2号）

### 第1回の出演者
- はしのえみ

### 第2回の出演者
- 東ちづる
- 島谷ひとみ
- 川村ゆきえ

### 第3回の出演者
- 杉本彩
- 奈美悦子
- 秋山莉奈 - 杉本たちと違ってゲスト扱いではなく、ロンブーのアシスタントとして出演。

### ナレーター
- 杉本るみ

## スタッフ
- 構成：たちばなひとなり、塩野智章
- カメラ：石毛雄己、小林孝至
- 音声：杉本早耶佳
- 編集：馬場革
- MA：楢川由佳里
- 音効：磯川浩己
- メイク：菅田さなえ
- AD：古田清治、永田浩子
- AP：家永洋（吉本興業）、長谷川三芳（B-dash）
- ディレクター：近藤祐治郎、小澤博之（B-dash）
- 演出：岡田秀行（B-dash）
- プロデューサー：奥井剛平（吉本興業）、林敏博（B-dash）
- チーフプロデューサー：須原健太郎（CBC）
- 協力：スウィッシュ・ジャパン、フジアール、umpd、麻布プラザ、サウンドエフェクト
- 制作協力：吉本興業、B-dash
- 製作著作：中部日本放送

## 放送局
- 中部日本放送（製作局）
- 北海道放送
- 東北放送
- TBSテレビ
- 信越放送
- 北陸放送
- 静岡放送
- 毎日放送
- 山陽放送
- 中国放送
- RKB毎日放送